# Lucas (Texas)
Lucas város az USA Texas államában, Collin megyében. Lakosainak száma 7612 fő (2020. április 1.).

## Népesség
A település népességének változása:

| 2010 | 5 166 |
| 2020 | 7 612 |